# VDL SB120
DAF/VDL SB120 — одноэтажный автобус, выпускаемый нидерландской компанией DAF Trucks с 1999 по 2006 год.

## История
Впервые автобус VDL SB120 был представлен в 1999 году. За его основу был взят автобус Dennis Dart SLF.
За всю историю производства автобус оснащался дизельными двигателями внутреннего сгорания Cummins стандарта Евро-2 или Евро-3. В Великобритании и Ирландии эксплуатировалось 377 единиц.
Производство завершилось в 2006 году.